# 中華民國—馬爾地夫關係
中華民國與馬爾代夫共和國於1966—1972年有官方外交關係，斷交後，目前沒有在對方首都互設具大使館功能的代表機構。對馬爾地夫的相關事務由駐孟買臺北經濟文化辦事處兼轄。

## 政治

### 外交

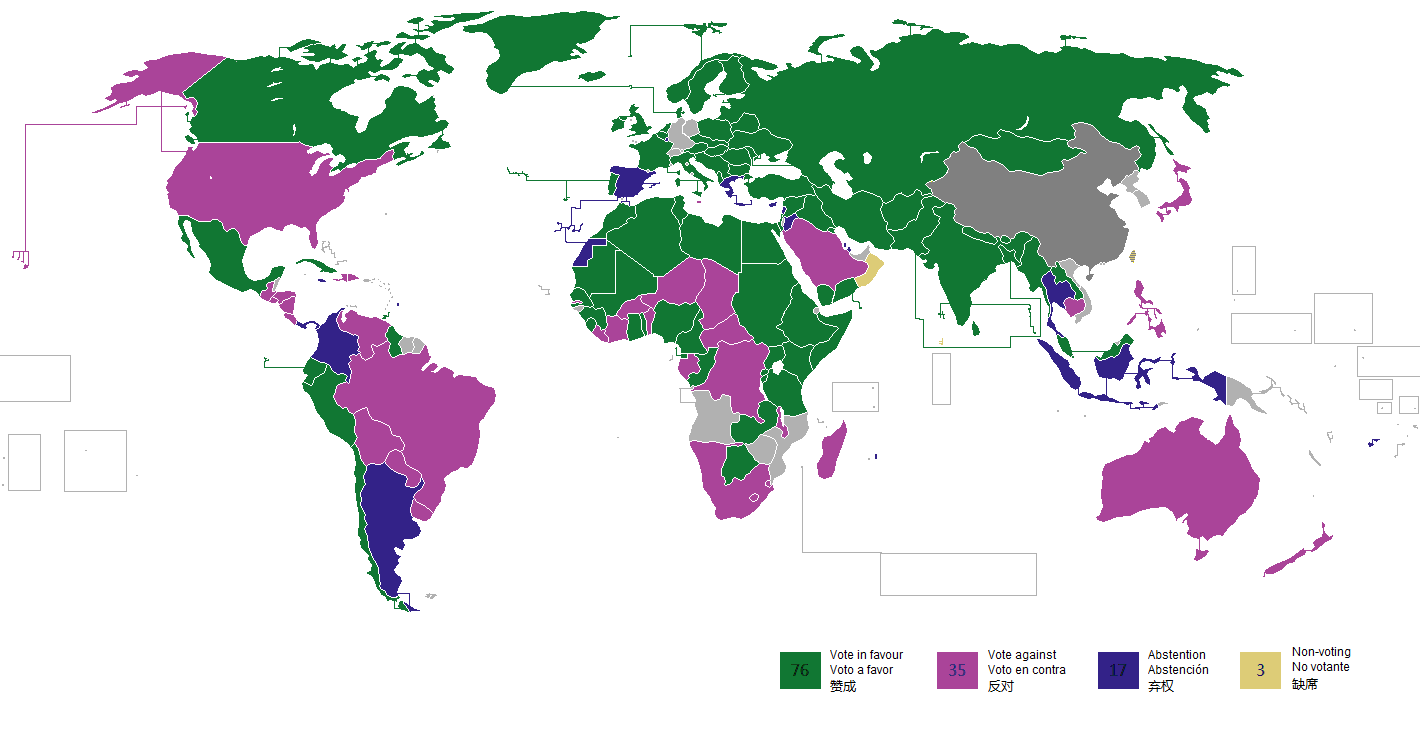
黃色國家表示在1971年的投票中對於中華民國續留聯合國一案缺席，即《聯合國大會2758號決議》，其中包括馬爾地夫。

1966年7月7日，兩國建立大使級外交關係，於首都馬利設立中華民國駐馬爾地夫蘇丹國大使館，並派駐大使。馬爾地夫則未設立大使館、派駐大使。 
1968年11月11日，该国改称马尔代夫共和国。
1972年4月15日，马尔代夫与中华民国断交。

#### 中華民國駐馬爾地夫蘇丹國／駐馬爾地夫共和國大使（1966－1972年）
| 姓名   | 任命          | 到任           | 遞交国书      | 免職          | 離任          | 外交衔级       | 外交職務     | 備註                     |
| ------ | ------------- | -------------- | ------------- | ------------- | ------------- | -------------- | ------------ | ------------------------ |
| 斯頌熙 | 1966年7月11日 | 1966年8月9日   | 1966年8月10日 | 1967年4月10日 | 1967年3月12日 | 大使           | 特命全權大使 |                          |
| 劉新玉 | 1967年1月28日 | 1967年3月12日  |               |               | 1968年8月1日  | 參事銜一等秘書 | 臨時代办     | 升任大使                 |
| 劉新玉 | 1968年8月1日  | 1968年8月1日   | 1968年9月5日  | 1969年8月11日 |               | 大使           | 特命全權大使 |                          |
| 張仲仁 | 1969年8月11日 | 1969年10月31日 | 1969年11月5日 |               | 1972年7月15日 | 大使           | 特命全權大使 | 兼駐馬來西亞吉隆坡總領事 |

## 經濟

### 貿易
| 年分 | 貿易總額   | 貿易總額 | 貿易總額 | 出口至馬爾地夫 | 出口至馬爾地夫 | 出口至馬爾地夫 | 自馬爾地夫進口 | 自馬爾地夫進口 | 自馬爾地夫進口 | 順逆差 |
| 年分 | 金額       | 年增減   | 排名     | 金額           | 年增減         | 排名           | 金額           | 年增減         | 排名           | 順逆差 |
| ---- | ---------- | -------- | -------- | -------------- | -------------- | -------------- | -------------- | -------------- | -------------- | ------ |
| 2017 | 9,245,821  | ▲31.8%   | 147      | 6,049,043      | ▲39.2%         | 141            | 3,196,778      | ▲19.7%         | 136            | 順差▲  |
| 2018 | 8,760,776  | ▼5.2%    | 148      | 5,721,585      | ▼5.4%          | 144            | 3,039,191      | ▼4.9%          | 133            | 順差▼  |
| 2019 | 8,187,995  | ▼6.5%    | 152      | 5,176,109      | ▼9.5%          | 145            | 3,011,886      | ▼0.9%          | 133            | 順差▼  |
| 2020 | 5,849,756  | ▼28.6%   | 154      | 3,653,191      | ▼29.4%         | 156            | 2,196,565      | ▼27.1%         | 139            | 順差▼  |
| 2021 | 6,231,733  | ▲6.5%    | 160      | 4,163,598      | ▲14.0%         | 155            | 2,068,135      | ▼5.8%          | 145            | 順差▲  |
| 2022 | 10,816,391 | ▲73.6%   | 139      | 9,080,104      | ▲118.1%        | 130            | 1,736,287      | ▼16.0%         | 147            | 順差▲  |
| 2023 | 14,079,891 | ▲30.2%   | 135      | 12,222,490     | ▲34.6%         | 119            | 1,857,401      | ▲7.0%          | 145            | 順差▲  |
| 2024 | 21,962,648 | ▲56.0%   | 126      | 19,524,961     | ▲59.7%         | 104            | 2,437,687      | ▲31.2%         | 147            | 順差▲  |

2023年的兩國貿易項目如下：
出口至馬爾地夫的前10大項目為：自動資料處理機及其附屬單元、磁性或光學閱讀機；印刷電路；碟片、磁带、固態非揮發性儲存裝置、智慧卡與其他錄音或錄製之媒體；鋼鐵製螺釘、螺栓、螺帽、螺旋鈎、車用螺釘、鉚釘、橫梢、開口梢、墊圈與類似製品；電話機（包括智能手机），以及其他傳輸或接收聲音、圖像之有線或无线网络通訊器具；電路開關、保護電路或連接電路用之電氣用具、光纖、光纖束、光纤电缆或光纖傳輸纜用之連接器；新橡膠氣胎；特定用途機器之零件與附件；特殊物品，含出口未超過5萬新臺幣之小額報單與其他零星物品；控電、配電用板或櫃等。
自馬爾地夫進口的項目為：生鮮或冷藏魚；塑料廢料；生鮮、冷藏或冷凍之切片其他魚肉；特殊物品，含進口未超過5萬新臺幣之小額報單與其他零星物品等。

### 投資
截至2023年，兩國無相互直接投資紀錄。

## 簽證

持中華民國護照的中華民國國民簽證要求分布圖：入境馬爾地夫可以落地簽證。

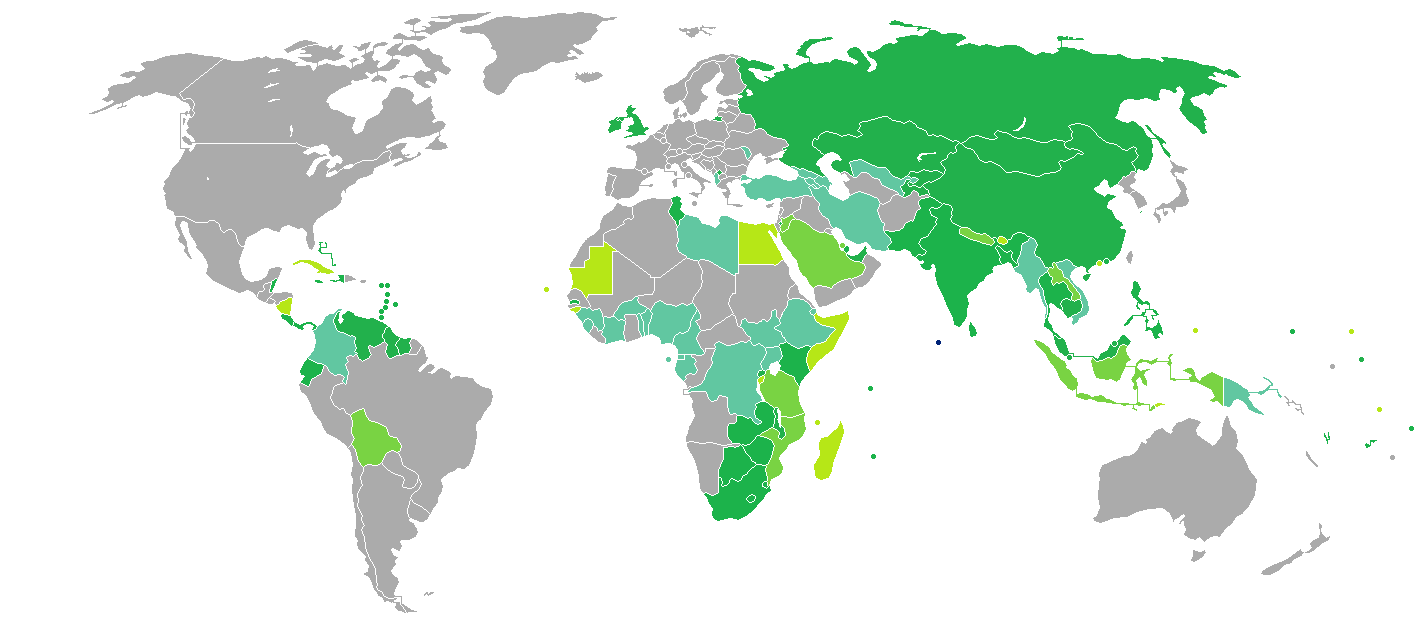
持馬爾地夫護照的馬爾地夫人口簽證要求分布圖：入境中華民國需要簽證。

兩國國民皆須申請簽證方可入境對方國家。馬爾地夫對世界各地的外籍人士，皆給予免簽證或落地簽證的待遇。持有中華民國護照的中華民國國民可在抵達韋拉納國際機場後以落地簽證的方式入境馬爾地夫，免簽證費，停留最多30天但可延長。
持有馬爾地夫護照的馬爾地夫國民抵台參加由中央政府機關主辦、協辦或贊助之國際會議、運動賽事、商展或其他活動，則可以電子簽證入境中華民國，停留最多30天並不得延期。

## 交通

### 航空

#### 客運
兩國無直航班機，可經由（不計航點遠近，截至2023年6月19日）：
- 台北松山→上海-浦東、重慶[註 1]（*包機飛馬爾地夫）、武漢*、杭州*、福州*，再轉機前往馬爾地夫的韋拉納國際機場。
- 台北桃園→上海-浦東、重慶*、武漢*、杭州*、西安*、南京*、長沙*、福州*、新加坡、吉隆坡、曼谷-蘇凡納布、曼谷-廊曼、杜拜、伊斯坦堡、倫敦、巴黎（**季節性飛馬爾地夫）、羅馬**、米蘭**、法蘭克福、維也納**、布拉格（2023年7月18日開航臺北桃園、季節性包機飛馬爾地夫）→馬爾地夫。
- 台中→南京*→馬爾地夫。
- 高雄→上海-浦東、武漢*、杭州*、南京*、長沙*、福州*、新加坡、吉隆坡、曼谷-蘇凡納布→馬爾地夫。

## 外部連結
- 中華民國外交部－馬爾地夫共和國簡介 （页面存档备份，存于）
- 駐孟買台北經濟文化辦事處
- 外交部領事事務局－國外旅遊警示分級表
- 中華民國衛生福利部－國際旅遊疫情建議等級
- 中華民國國際經濟合作協會 （页面存档备份，存于）